# Selekcja (hodowla roślin)
Selekcja stanowi podstawową metodę hodowlaną polegającą na wybieraniu roślin o określonych właściwościach spośród większej populacji roślin. Rośliny takie podlegają selekcji zarówno przez celowe działanie hodowcy przeznaczającego do reprodukcji rośliny o pożądanych cechach (selekcja sztuczna), jak i przez przystosowanie do lokalnych warunków środowiska (selekcja naturalna). 
W początkowym okresie udomowienia roślin selekcja stanowiła jedyną metodę ich doskonalenia. Dziś rzadko występuje samodzielnie ze względu na fakt, że materiał wyjściowy (odmiany uprawne) jest wysoce jednorodny, a skuteczność selekcji uzależniona jest od jego zróżnicowania.
Wyróżnia się dwa podstawowe typy selekcji: 
- selekcja pozytywna – wybierane są do reprodukcji rośliny (lub linie) o pożądanych cechach. Charakterystyczna jest dla hodowli twórczej, kiedy wytwarza się nową odmianę.
- selekcja negatywna – wybierane są i odrzucane niepożądane rośliny (lub linie) a resztę przeznacza się do reprodukcji. Charakterystyczna jest dla hodowli zachowawczej, kiedy celem jest utrzymanie cech.

Selekcję pozytywną przeprowadza się za pomocą dwóch podstawowych metod: 
- selekcja masowa – jest najprostszą metodą polegającą na wyborze z selekcjowanego materiału roślin o pożądanych cechach i przeznaczeniu jej w całości do reprodukcji. Stosowana jest m.in. w hodowli odpornościowej (wybór nieporażonych roślin z zainfekowanego pola) i hodowli zachowawczej.
- selekcja indywidualna – metodą polegająca na oddzielnym zbieraniu nasion z każdej wyselekcjonowanej rośliny (tzw. pojedynku), a po ich wysiewie – wybór najlepszych rodów (pomostwa pojedynków). Nasiona zebrane z rodów mogą być użyte do następnego cyklu selekcji indywidualnej. Ocenia się w ten sposób nie tylko fenotypowe cechy roślin matecznych (które mogły pojawić się w wyniku oddziaływania czynników środowiska, bez istotnego wpływu korzystnych cech genetycznych), ale przede wszystkim ocenia się ich potomstwo.

Podstawowym warunkiem skuteczności selekcji (a tym samym postępu hodowlanego) jest wysokie zróżnicowanie genetyczne materiału wyjściowego. W celu rozszerzenia zakresu zmienności genetycznej stosuje się krzyżowanie. Skrzyżowanie dwóch odmian o wąskim zakresie zmienności danej cechy może prowadzić do wystąpienia potomstwa o znacznie przekroczonym zakresie zmienności obojga rodziców (tzw. transgresja). Ponadto krzyżowanie umożliwia uzyskiwanie pożądanych rekombinantów (hodowla rekombinacyjna). 